# Dizem por Aí...
Rumor Has It estilizado como Rumor Has It... no mercado dos Estados Unidos (br/br: Dizem por Aí...) é um filme estadunidense de comédia romântica de 2005 dirigido por Rob Reiner, e estrelado por Jennifer Aniston, Kevin Costner, Shirley MacLaine e Mark Ruffalo. O conceito do roteiro de Ted Griffin é que uma mulher descobre que sua mãe e sua avó podem ser a inspiração para o romance de 1963 The Graduate, de Charles Webb. O filme recebeu críticas negativas dos críticos e foi uma decepção de bilheteria arrecadando US$88.9 milhões contra seu orçamento de US$70 milhões.

## Sinopse
Em 1997, Sarah Huttinger, uma obituária e escritora de anúncios de casamento do The New York Times, viaja para Pasadena para o casamento de sua irmã Annie acompanhada de seu noivo Jeff Daly. Em uma festa de pré-casamento, Sarah descobre com sua avó Katharine que sua mãe Jocelyn fugiu para Cabo San Lucas para passar seu tempo com seu colega de escola preparatória Beau Burroughs a uma semana antes de seu casamento com o pai de Sarah Earl. Jeff aponta os pais de Sarah se casaram pouco menos de nove meses antes de seu nascimento, levando-a a se perguntar se Beau pode realmente ser seu pai biológico. Sarah também descobre que sua avó pode ter sido a inspiração para a Sra. Robinson, um personagem famoso no romance The Graduate.
Após o casamento, determinada a descobrir mais sobre Beau e passado de sua mãe, Sarah decide voar para São Francisco, onde Beau, agora um assistente de Internet altamente bem sucedido e muito rico do Vale do Silício, está se dirigindo a um seminário. Ela conhece-lo e ele admite o assunto, mas ele garante a Sarah que não podia ser seu pai, porque ele sofreu trauma testicular contundente ao jogar em um jogo de futebol do ensino médio e, como resultado é estéril. Os dois vão para fora para beberem, e na manhã seguinte Sarah acorda na cama de Beau em sua casa em Half Moon Bay.
Apesar de sentir culpa por seu comportamento, Sarah permite que Beau a convença a ser sua companhia em um baile de caridade, onde conhece o filho de Beau, Blake. Beau explica sua esposa queria um filho biológico e foi inseminada artificialmente para engravidar. Amolecida, Sarah beija Beau e é pega por Jeff, que voltou para a Califórnia para encontrá-la. Após uma discussão que se seguiu, Jeff deixa. Abatida, Sarah retorna para visitar Katharine, que fica furiosa quando descobre que Beau dormiu com sua neta. As duas descobrem que Annie sofreu um ataque de ansiedade durante o vôo para sua lua de mel e quer falar com Sarah. Sarah diz a irmã sobre o relacionamento de três gerações de mulheres Richelieu que tiveram relações sexuais com Beau. Ela tranquiliza Annie que diz que ela realmente está apaixonada por seu marido, Scott, e ao fazê-lo percebe que ela está pronta para se casar com Jeff.
Também foi revelado que Earl era o único que causou Beau o seu trauma testicular por acidente. Isto dá Beau algum nervosismo real de ficar perto dele, mas traz Katharine grande alegria e prazer com seu genro. Earl revela a Sarah que ele sempre soube sobre Jocelyn e caso com Beau. Apesar de Beau ter sido uma aventura para ela, Jocelyn voltou para Earl porque o amava e que ele era alguém com quem pudesse construir uma vida. Na noite que ela voltou, Sarah foi concebida. Isso explica a diferença entre data de seu aniversário e de casamento de seus pais.
Determinada a ter Jeff de volta, Sarah retorna a Nova York e diz a seu noivo sobre seus sentimentos. Eles se reconciliarm com a condição de se eles tiveram uma filha, ela não vai ser permitida em qualquer lugar perto de Beau. O filme termina com casamento de Sarah e Jeff.

## Elenco
- Jennifer Aniston como Sarah Huttinger
- Kevin Costner como Beau Burroughs
- Shirley MacLaine como Katharine Richelieu
- Mark Ruffalo como Jeff Daly
- Richard Jenkins como Earl Huttinger
- Mena Suvari como Annie Huttinger
- Steve Sandvoss como Scott
- Christopher McDonald como Roger
- Mike Vogel como Blake Burroughs
- Jennifer Taylor como Jocelyn Richelieu
- Kathy Bates (não creditada) como Tia Mitsy

## Produção
O roteirista Ted Griffin foi o diretor original, mas os problemas surgiram logo após a filmagem principal começar em 21 de julho de 2004. A produção caiu em vários dias de atraso na primeira semana, e em 5 de agosto, Griffin demitiu o diretor de fotografia Ed Lachman do projeto. Griffin foi demitido pelo produtor executivo Steven Soderbergh no dia seguinte, e a produção foi desligada a fim de permitir que o substituto Rob Reiner pudesse fazer mudanças no roteiro, elenco e da equipe antes de retomar as filmagens no dia 18 de agosto. Membros do elenco original Charlie Hunnam, Lesley Ann Warren, Tony Bill e Greta Scacchi foram substituídos por Reiner.

## Trilha sonora
Nellie McKay gravou seis faixas para o filme, todos os quais foram lançados exclusivamente no iTunes e, eventualmente, outros mercados digitais.
1. "Black Sheep"
2. "BB Blues"
3. "Just One of Those Things" (Cole Porter)
4. "Pasadena Girl"
5. "Face of a Faith"
6. "Baby (You've Got What It Takes)"—com o músico Taj Mahal (Otis/Stein/Benton)

A trilha sonora não lançada do filme também conta com diversos padrões, incluindo o tema de A Summer Place de Max Steiner, "Secret Love" de Sammy Fain e Paul Francis Webster, "Moonlight Serenade" de Glenn Miller e Mitchell Parish, "In the Mood" de Joe Garland, "I'm Beginning to See the Light" de Harry James, Duke Ellington, Johnny Hodges, e Don George, e "As Time Goes By" de Herman Hupfeld.

## Recepção

### Resposta da crítica
Rumor Has It ... recebeu críticas negativas na maior parte dos críticos. Rotten Tomatoes dá ao filme uma classificação de 20% com base em opiniões de 111 críticos Metacritic, que atribui uma pontuação média ponderada de 1 a 100 para opiniões de críticos convencionais, que deu ao filme um 35 com base em 29 críticas
A. O. Scott do The New York Times disse: "Eu suponho que Rumor Has It poderia ser pior, mas no momento eu estou em uma perda para dizer o quão. Ms. MacLaine e Mr. Costner são profissionais experientes, dando linhas de riso sem brilho mais sumo do que eles merecem, e Jennifer Aniston é tão corajosa e atraente como sempre ... [mas seus esforços são desperdiçados] em um filme que não pode nem mesmo parecem sustentar o interesse em si mesmo."
Roger Ebert do Chicago Sun-Times observou, "O enredo ... soa como um chamariz. Isso porque ele é um chamariz. Mas é um bom chamariz. E Rumor Has It trabalha por boas razões, incluindo a construção de som e a presença de Kevin Costner ... um ator natural com enorme apelo ... Isto não é um grande filme, mas é muito assistível e tem algumas boas risadas. Aniston no elenco é crucial, porque ela é a heroína da história, e ... tem a presença de retirá-la."
Mick LaSalle do San Francisco Chronicle disse: "O filme tem um fatal tríptico que está se tornando assinatura de comédia romântica de Reiner: sentimento escorrendo, cenas malucas que banalizam os personagens e um horror de aventura ... desnecessário será dizer, Rumor Has It não como um sucessor para The Graduate. Ele falha artisticamente, mas também filosoficamente, na medida em que refuta o espírito do filme anterior, oferecendo nada atraente em seu lugar."
Peter Travers da Rolling Stone concedeu um em cada quatro estrelas, chamando-a de "bosta cômica" e acrescentando: "O roteiro assustador, por T.M. Griffin, é dirigido por Rob Reiner em transe de sonambulismo que Costner emula repetindo seu desempenho em A Upside of Anger e no processo de espremer todo o suco.
Brian Lowry da Variety disse: "Como confusa na maioria dos aspectos como seu título, Rumor Has It ... começa com uma premissa intrigante ... mas se transforma em um romance agradável temperada com muito pouco de comédia ... Há um germe de uma ideia aqui, mas Reiner e Griffin correm através da trama tão rapidamente que a pobre Sarah raramente tem tempo para respirar, o que também descreve o filme ... [Aniston] nunca se estabelece o suficiente para oferecer mais do que um lamento estridente e expressão de dor."

### Bilheteria
O filme estreou no número 10 na bilheteria dos EUA, em 2,815 telas no Dia de Natal em 2005 e ganhou $3,473,155 em sua semana de estreia. Ele eventualmente arrecadou $43,000,262 no mercado interno e $45,933,300 em mercados internacionais para um mundial de bilheteria total de $88,933,562.

## Home media
O filme foi lançado em DVD em 9 de maio de 2006. Ele arrecadou US$21 milhões em vendas de DVDs nos EUA.